# THE MARK GRAND HOTEL
THE MARK GRAND HOTELは、埼玉県さいたま市中央区新都心にあるプラン ドゥ シーが運営する宿泊施設である。かつては日本郵政が運営していた（ラフレさいたま）。
2022年にTHE MARK GRAND HOTELに改称した。

## 歴史
簡易保険福祉事業団によって浦和簡易保険新型健康増進施設として計画され、約300億円かけて建設された簡易保険加入者福祉施設である。
2000年9月に、簡易保険総合健康増進センター（ラフレさいたま）として開業した。
完成時は隣接する日本郵政グループさいたまビル・さいたま新都心郵便局と同様に浦和市上木崎に所在しており、
2001年5月、浦和市、大宮市、与野市の合併に伴い、所在地がさいたま市に変更された。
設計者は、山下設計・ニッテイ建築設計による設計JV、施工者は鴻池組、住友建設、戸田建設JVである。
2002 FIFAワールドカップでは、当時のサッカーブラジル代表が準決勝の際に5日間宿泊した。そのためロビーには当時の代表選手のサインが入ったサッカーボールが展示されている。
新型コロナウイルスなどによる宿泊者数減少に伴い経常赤字が続き、2021年、日本郵政はプラン ドゥ シーにホテルを売却した。
2022年（令和4年）3月、THE MARK GRAND HOTELに改称した。